# Стивенс, Мэтт (регбист)
Мэттью Джон Хэмилтон Стивенс (англ. Matthew John Hamilton Stevens, родился 1 октября 1982 года в Дурбане) — английский регбист южноафриканского происхождения, выступавший на позиции пропа (столба).

## Ранние годы
Мэтт Стивенс родился 1 октября 1982 года в Дурбане. Отец — Рассел Стивенс (ум. 13 августа 2020), лётчик гражданской авиации (получил лицензию в возрасте 21 года) и предприниматель. Мэтт учился в колледже Кирсни в провинции КваЗулу-Натал и играл там в регби, выступая за команду Западной провинции в Кубке Карри, студенческую сборную ЮАР и команды ЮАР U-18 и U-19, прежде чем уехал учиться в Англию.

## Игровая карьера

### Клубная
Дебют Стивенса в «Бате» состоялся в конце сезона 2002/2003; в команде он находился с сентября 2002 года. Он пять выходил на замену в сезоне 2002/2003; в сезоне 2003/2004 он стал основой схватки команды, которая выиграла регулярный чемпионат Англии, в плей-офф дошла до финала. В январе 2008 года он подписал новый четырёхлетний контракт с клубом до сезона 2011/2012.
20 января 2009 года Стивенс получил двухлетнюю дисквалификацию за то, что допинг-проба после состоявшегося месяц тому назад матча «Бата» против «Глазго Уорриорз», прошедшего в рамках Кубка Хейнекен, дала положительный результат на кокаин. Дисквалификация действовала с 26 февраля 2009 года по 18 января 2011 года: Стивенса исключили из заявок сборной Англии на Кубок шести наций и «Бата» на сезон 2008/2009, а 5 марта клуб расторг с ним контракт.
В январе 2010 года, во время своей дисквалификации, Стивенс достиг соглашения с клубом «Сарацины». Он присоединился к нему после завершения срока дисквалификации и сыграл в сезоне 2010/2011 13 матчей, выиграв с ним чемпионат Англии в сезоне 2010/2011 и выйдя на победный финал против «Лестер Тайгерс», выигранный со счётом 22:18.
В феврале 2014 года Стивенс решил вернуться на историческую родину, заключив двухлетний контракт с франшизой «Шаркс» на выступления в Супер Регби и Кубка Карри в августе 2014 года. 18 июня 2015 года заключил контракт на один сезон с победителем Кубка европейских чемпионов — французским «Тулоном», по окончании сезона 2015/2016.

### В сборной
Несмотря на выступления за команды ЮАР до 18 и 19 лет, Стивенс дальше выступал за Англию. В 2003 году он играл на чемпионате мира U-21 в Оксфордшире, чем привлёк внимание английских тренеров: ещё в 2004 году на Кубок шести наций его вызвали в расположение сборной Англии и включили в заявку на матч против Ирландии. 12 июня 2004 года Стивенс дебютировал в сборной Англии матчем против новозеландцев в рамках английского турне в Данидине, а матч в Брисбене против австралийцев пропустил из-за травмы. В 2005 году дебютировал на Кубке шести наций, также попав в заявку «Британских и ирландских львов» на турне по Новой Зеландии, сыграв шесть неофициальных матчей и ни одного тест-матча.
Во время Кубка шести наций 2006 года получил травму плеча, из-за двух последующих операций и процедур по восстановлению пропустил почти весь год, вернувшись в команду во втором тест-матче турне по ЮАР лета 2007 года. Попал в заявку на чемпионат мира 2007 года, сыграв все три контрольных тест-матча перед турниром. На чемпионате мира сыграл все семь матчей за сборную Англии (три матча группового этапа в стартовом составе и четыре на замену), дойдя с командой до финала против ЮАР, в котором он заменил капитана Фила Викери (англичане проиграли финал).
На Кубке шести наций 2008 года вышел на замену в игре против Уэльса, а также вышел на второй матч Кубка против Италии. В ноябре 2008 года он проводил последние матчи за сборную Англии (в том числе против «Пасифик Айлендерс»), прежде чем из-за дисквалификации был отстранён от регби. Через два дня после финала чемпионата Англии он был включён в заявку второй сборной Англии «Ингленд Сэксонс» на Кубок Черчилля. 4 июня 2011 года выступил на матче Кубка против сборной США в Нортгемптоне, также выходил в стартовом составе на игры против Тонга и Канады, обеспечив англичанам победу в матчах. 6 августа 2011 года вышел в стартовом составе на контрольный матч против Уэльса на «Туикенеме» (23:19). Попал в заявку на чемпионат мира 2011 года в Новой Зеландии, сменив травмировавшегося левого столба Эндрю Шеридана. На чемпионате мира 2011 года сыграл 3 матча в групповом этапе (не выходил на игру с румынами) и четвертьфинал против Франции, который англичане проиграли 12:19.
При новом тренере Стюарте Ланкастере Стивенс сыграл все пять матчей Кубка шести наций 2012 года, выходя на замену, и матч 17 марта 2012 года против сборной Ирландии на «Туикенеме» стал последним в его карьере за сборную (44-м по счёту). При этом через год Уоррен Гатленд вызвал его в расположение «Британских и ирландских львов», намеревавшихся совершить турне по Австралии (заявка из 37 человек).

### Стиль игры
Нападающий крупных габаритов, умевший быстро двигаться с мячом. Был способен играть на позиции левого и правого столбов. При игре за «Бат» мог переходить на позицию защитника; отличался большой для нападающего скоростью.

## Вне игровой карьеры
Стивенс окончил Университет Бата по специальности «политика и экономика». В 2006 году участвовал в музыкальном реалити-шоу The X Factor: Battle of the Stars на ITV, его наставником на шоу была Шэрон Осборн. На самом шоу прославился благодаря исполнению песни «Mack the Knife»; дошёл до финала, проиграв только актрисе Люси Бенджамин. По итогам выступления он собрал более 125 тысяч фунтов для Детского фонда имени Нельсона Манделы, а в октябре 2006 года был приглашён на встречу с Нельсоном Манделой в Йоханнесбург.
Во время своей дисквалификации работал официантом в кофейне Jika Jika, которой владел одноклубник Ли Мирс. Для поддержания физической силы занимался джиу-джитсу. В настоящее время — генеральный менеджер ликёроводочного предприятия Boschendal Wine Estate в Стелленбосе (Кейптаун).
Супруга — Индия, дети — Ава и Коко. Ценит итальянскую кухню. Любимые авторы — Дж. М. Кутзее и Дж. Р. Р. Толкин. Своё прозвище «Сын Шведа» получил за сходство с Джоном Маллетом, которого за большую голову прозвали «Шведом».

## Достижения

### Клубные
- Чемпион Англии: 2010/2011
- Финалист чемпионата Англии: 2003/2004
- Финалист англо-валлийского кубка: 2004/2005
- Победитель Европейского кубка вызова: 2007/2008
- Финалист Европейского кубка вызова: 2002/2003, 2006/2007

### В сборной
- Серебряный призёр чемпионата мира: 2007